# (232409) Dubes
(232409) Dubes est un astéroïde de la ceinture principale.

## Description
(232409) Dubes est un astéroïde de la ceinture principale. Il fut découvert le 4 mars 2003 à Saint-Véran par l'Observatoire de Saint-Véran. Il présente une orbite caractérisée par un demi-grand axe de 2,37 UA, une excentricité de 0,21 et une inclinaison de 7,0° par rapport à l'écliptique.